# 입식 책상

스탠딩 책상에서 일하는 남자

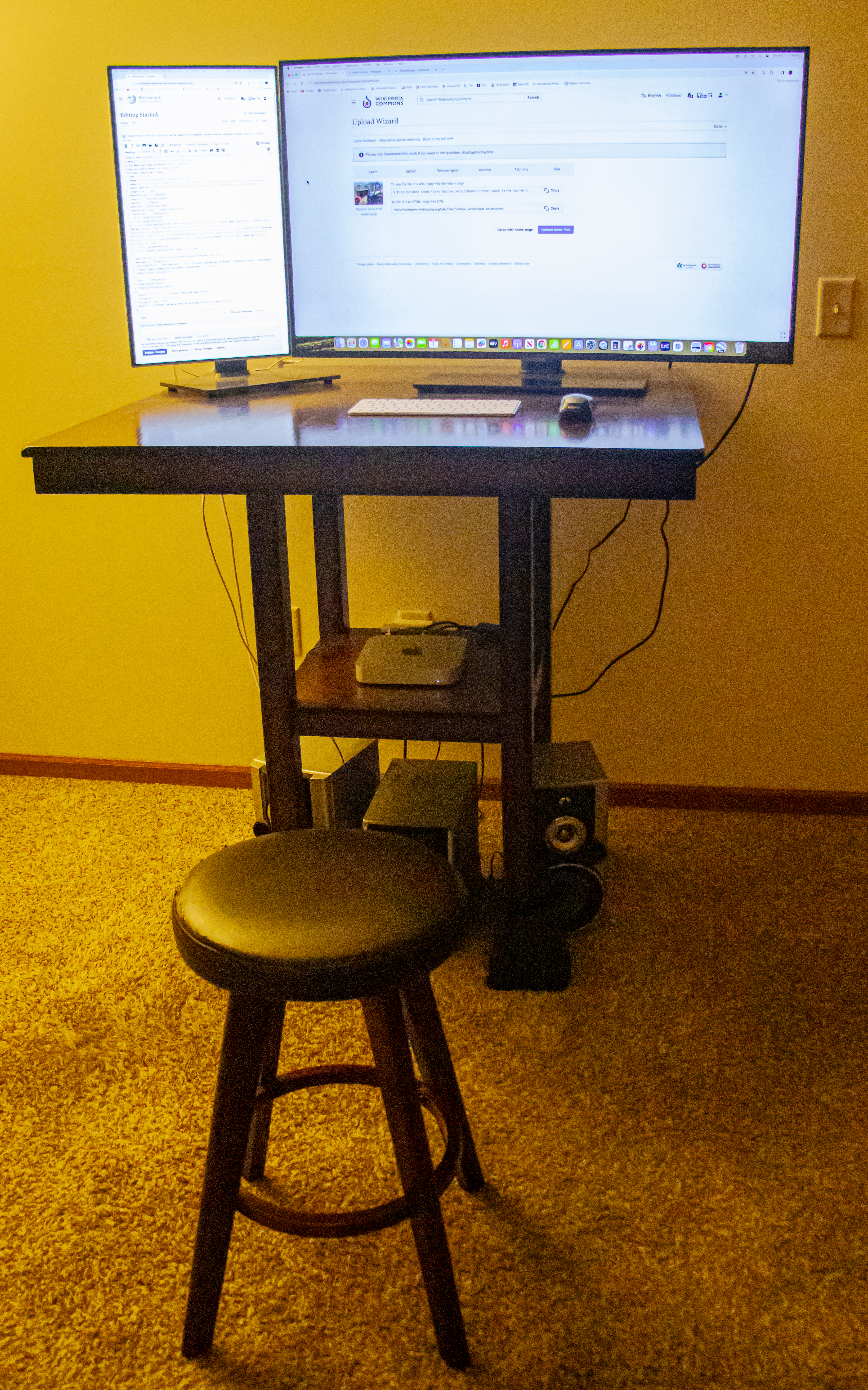
다중 모니터 설정과 수직 모니터가 있는 스탠딩 책상

스탠딩 책상 또는 서서 일하는 책상은 서서 또는 높은 의자에 앉아서 글쓰기, 읽기 또는 그림 그리기를 위해 고안된 책상이다.

## 역사

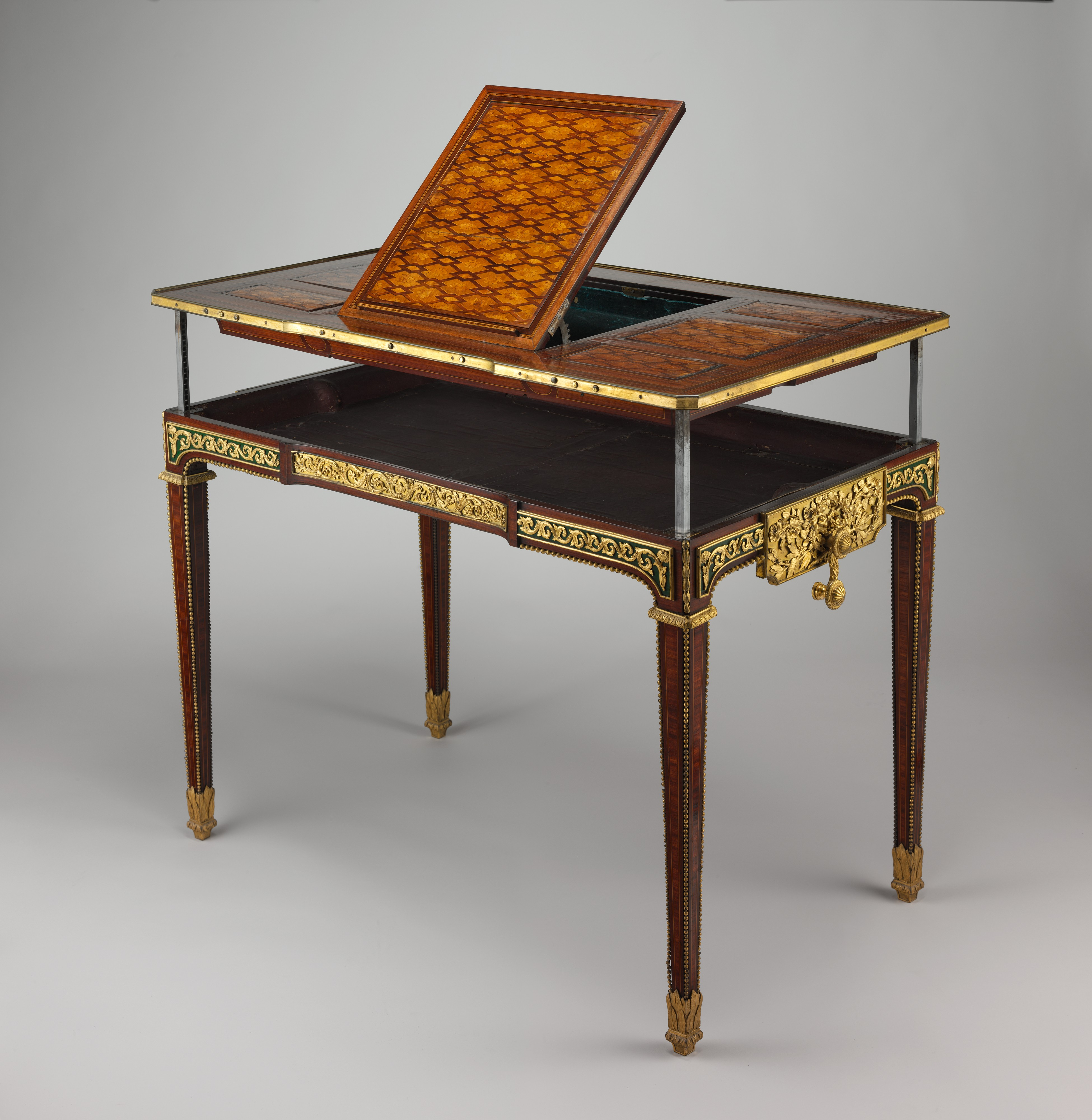
1778년 마리 앙투아네트가 임신 중 사용할 수 있도록 제작된 앉아서-서서 사용할 수 있는 책상.

여러 작가와 정치가들은 서서 글을 썼다: 토머스 제퍼슨, 찰스 디킨스, 윈스턴 처칠, 어니스트 헤밍웨이, 헨리 워즈워스 롱펠로 및 블라디미르 나보코프. 그들 중 일부는 특별히 제작된 책상이나 독서대를 가지고 있었다.

## 변형

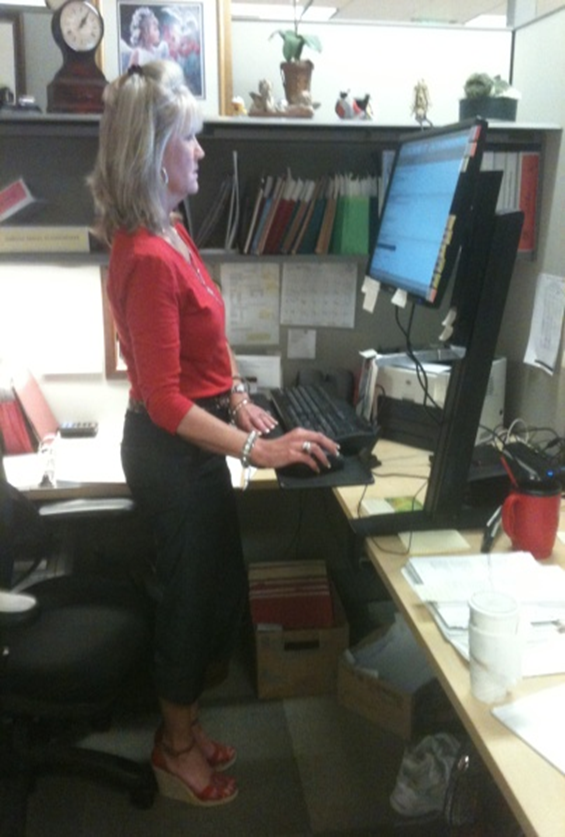
앉아서-서서 사용할 수 있는 책상을 서서 사용하는 여성.

스탠딩 책상은 다양한 스타일과 형태로 제작되었다. 스탠딩 책상은 특정 작업, 예를 들어 전화 책상의 특정 변형이나 건축 제도를 위한 책상에 맞게 특화될 수 있다. 일부 스탠딩 책상은 서서만 사용 가능하지만, 다른 책상들은 전동 모터, 핸드 크랭크 또는 카운터밸런스 시스템으로 책상 높이를 조절하여 사용자가 앉거나 설 수 있게 한다. 일부 책상은 교사용 독서대처럼 제작되어 기존 책상 위에 놓아 서서 사용하거나, 앉아서 사용하기 위해 제거할 수 있다.
대부분의 앉는 책상의 높이가 표준화되어 있는 반면, 스탠딩 책상은 70 to 128 센티미터 (28 to 50 in) 범위의 다양한 높이로 제작된다. 이상적으로 스탠딩 책상의 높이는 개별 사용자의 키에 맞춰야 한다. 앉는 책상의 경우, 사용자에 대한 높이 조절은 사용자의 의자 높이를 조절함으로써 이루어질 수 있다. 그러나 스탠딩 책상 사용자는 앉아 있을 때보다 더 많이 움직이므로, 받침대를 사용하여 사용자의 높이를 조절하는 것은 비실용적이다.
이 문제를 해결하기 위해, 스탠딩 책상은 사용자의 키에 맞게 맞춤 제작되거나, 조절 가능한 부품으로 만들어질 수 있다. 쓰기 또는 제도의 경우, 표면의 각도 또는 기울기는 조절 가능할 수 있으며, 일반적인 도면 테이블 또는 트로킨 식 테이블과 같다. 책상이 컴퓨터 사용을 위해 제작된 경우, 다리 부분을 조절할 수 있다. 다른 옵션은 일반 앉는 책상 위에 놓여 책상 표면을 서서 사용하기 편리한 높이로 올려주는 플랫폼이다. 이러한 플랫폼은 고정 높이이거나 조절 가능할 수 있다.
높이 조절 책상 또는 앉아서-서서 사용할 수 있는 책상은 앉는 자세와 서는 자세 모두에 맞게 조절될 수 있으며, 이는 앉아서만 사용하는 책상보다 건강에 더 좋다고 알려져 있다. 앉아서-서서 사용할 수 있는 책상은 근무일 동안 앉기 시간을 하루 30분에서 2시간까지 줄이는 데 효과적일 수 있지만, 증거의 질은 낮다.
일부 골동품 스탠딩 책상은 서랍이 있는 개방형 프레임과 (바에서 볼 수 있는 것과 유사한) 발 받침대가 있어 허리 통증을 줄여주었다. 경첩이 달린 책상 상판은 그 아래 작은 수납 공간에 접근하기 위해 들어 올릴 수 있어서 사용자가 허리를 굽히거나 책상에서 물러설 필요 없이 서류나 필기 도구를 보관하거나 꺼낼 수 있었다.

## 건강에 미치는 영향
낮은 품질의 증거는 직원들에게 스탠딩 책상 옵션을 제공하는 것이 첫 해에 일부 사람들이 직장에서 앉아 있는 시간을 줄일 수 있음을 시사한다. 이러한 앉기 시간 감소는 시간이 지남에 따라 줄어들 수 있다. 스탠딩 책상이 직원들이 근무일 동안 앉아 있는 시간을 줄이기 위한 다른 직장 개입과 어떻게 비교되는지는 명확하지 않다.
앉아서-서서 사용할 수 있는 작업대는 직장인들의 경미한 허리 통증을 줄일 수 있다. 앉아서 생활하는 인구에서 자세를 바꾸는 것은 경미한 허리 통증 발생 가능성을 줄일 수 있다.
직장에서 권장되는 앉기와 서기 수준에 대한 국제적인 합의는 없으며, 제안된 직장 관행은 국가마다 다르다.

## 같이 보기
- 책상 형태 및 종류 목록
- 독서대, 서 있는 책상의 한 종류

## 더 읽어보기
- Charron, Andy (2000). 《Desks: Outstanding Projects from America's Best Craftsmen》. Taunton Press. 108–123쪽. ISBN 978-1-56158-348-5.
- Moser, Thomas (1985). 《Measured Shop Drawings for American Furniture》. New York: Sterling Publishing Inc. ISBN 978-0-8069-5712-8.